# Fiston Abdul Razak
Fiston Abdul Razak (Bujumbura, 5 de setembro de 1993) é um futebolista burundiano que atua como atacante. Atualmente, joga pelo JS Kabylie.

## Carreira
Revelado pelo LLB Académic, onde jogou entre 2009 e 2012, teve passagens por clubes de Ruanda (Rayon Sports), República Democrática do Congo (CSM Diables Noirs), Quénia (Sofapaka), África do Sul (Mamelodi Sundowns e Bloemfontein Celtic) e Angola (Primeiro de Agosto). Sua primeira experiência fora do futebol africano foi em 2018, quando teve uma curta passagem pelo Al-Zawra'a (Iraque). No mesmo ano assinou com seu atual clube, o JS Kabylie.

## Seleção Burundinesa
Convocado desde 2009 para a Seleção do Burundi, Abdul Razak é o maior artilheiro na história dos Hirondelles, com 17 gols em 38 partidas disputadas. 
Foi o artilheiro das eliminatórias africanas da Copa de 2018, com 4 gols (empatado com outros 7 jogadores), porém não conseguiu levar o Burundi à inédita classificação para o torneio - a equipe foi eliminada pela República Democrática do Congo por 6 a 2 (3 a 2 em Bujumbura, 3 a 1 na partida de volta, realizada em Kinshasa). No segundo jogo, o Burundi foi punido com uma derrota de 3 a 0 pela escalação irregular do meia Gael Bigirimana.

## Títulos
Al-Zawra'a
- Campeonato Iraquiano: 2017–18

LLB Académie
- Copa do Burundi: 2011, 2012

Sofapaka
- Copa do Presidente do Quênia: 2014

Mamelodi Sundowns
- Campeonato Sul-Africano: 2015–16

Primeiro de Agosto
- Girabola: 2017
- Taça de Angola: 2017
- SuperTaça de Angola: 2017

JS Kabylie
- Campeonato Argelino: 2018–19

### Prêmios individuais
- Artilheiro das Eliminatórias Africanas da Copa de 2018 (4 gols)